# 津田景康
津田 景康（つだ かげやす）は、江戸時代前期の仙台藩重臣・津田氏第3代当主。通称・津田玄蕃。伊達騒動の主要人物の一人として知られる。

## 生涯
正保2年（1645年）2月、仙台藩奉行・津田頼康の三男として生まれる。幼名は亀之助。兄二人が夭逝していたため世継となる。
承応4年（1655年）3月15日、元服して景康と名乗る。この諱は津田氏の初代である祖父・景康と同名なので、区別のために初代は豊前景康、3代目は玄蕃景康と表記される。明暦3年（1657年）、父・頼康の死去にともない家督を相続して佐沼8,000石を領し、寛文5年（1665年）11月には岩出山伊達氏当主伊達宗敏の娘・嶺松を娶り、奉行職に就く。当時仙台藩は万治3年（1660年）の伊達綱宗隠居に端を発した伊達騒動の渦中にあり、景康は岳父・宗敏らと共に伊達宗勝派の中心人物と目されていた。
そのため、寛文11年（1671年）3月27日に大老・酒井忠清邸にて刃傷沙汰（寛文事件）が発生すると、4月15日、義兄・原田宗輔に連座して仙台城下の屋敷にて逼塞を命じられた。延宝2年（1674年）8月8日、ようやく佐沼への帰還が許されたものの逼塞処分は解除されず、景康は知行半分を没収された上で隠居を命じられたため、弟・春康が代わって佐沼4,000石の領主となった。貞享元年（1684年）3月、剃髪して如水と号した。
享保2年（1717年）5月21日死去。享年73。

## 系譜
- 父：津田頼康
- 母：側室・高橋主膳の娘

- 正室：嶺松（伊達宗敏の娘）
  - 津田竹之助（夭逝）
  - 津田武康（津田春康養子）
  - 笠原実康（笠原義康養子）
  - 利和（大町真頼室）